# Kubavråk
Kubavråk (Buteo sanfelipensis) är en förhistorisk utdöd fågel i familjen hökar inom ordningen hökfåglar. Den förekom tidigare på Kuba och beskrevs 2020 utifrån fossila lämningar funna vid asfaltslagrerna Las Breas de San Felipe i Matanzas.